# گروه موسیقی (راک و پاپ)
گروه موسیقی یا بند به دسته‌ای از موسیقی‌دانان گفته می‌شود که برای اجرای قطعات راک و پاپ گرد هم آمده‌اند. در این نوع موسیقی‌ها، گروه‌های چهارنفره مرسوم است. پیش از توسعه کیبورد الکترونیک، این گروه‌ها از دو نوازنده گیتار (یکی گیتار لید و دیگری ریتم که یکی خواننده اصلی نیز هست)، یک گیتار بیس و یک درامر تشکیل می‌شده است. گروه‌هایی چون کیس، بیتلز و فرانز فردیناند چنینند. تقسیم‌بندی دیگر این گروه‌ها به این صورت است که خواننده، سازی نمی‌نوازد، یک گیتار الکتریک، یک گیتار بیس و یک درامر گروه را تشکیل می‌دهند. مانند گروه‌های د هو، بلک سبث، لد زپلین، کوئین و یوتو و آلیس این چینز

## برخی از مهم‌ترین گروه‌های موسیقی
- بیتلز (The Beatles) گروه راک / پاپ انگلیسی که در سال ۱۹۶۰ تأسیس شد.
- رولینگ استونز (The Rolling Stones) گروه راک انگلیسی که در سال ۱۹۶۲ تأسیس شد.
- د هو (The Who) گروه راک انگلیسی که در سال ۱۹۶۴ تأسیس شد.
- پینک فلوید (Pink Floyd) گروه موسیقی راک انگلیسی که در سال ۱۹۶۵ تأسیس شد.
- دورز (The Doors) گروه موسیقی راک آمریکایی که در سال ۱۹۶۵ تأسیس شد.
- مانکیز (The Monkees) گروه پاپ / راک انگلیسی-آمریکایی که در سال ۱۹۶۶ تأسیس شد.
- لد زپلین (Led Zeppelin) گروه موسیقی راک انگلیسی که در سال ۱۹۶۸ تأسیس شد.
- کوئین (Queen) گروه راک انگلیسی که در سال ۱۹۶۸ تأسیس شد.
- راکسی میوزیک (Roxy Music‎) گروه موسیقی راک انگلیسی که در سال ۱۹۷۱ تأسیس شد.
- یوتو (U2) گروه موسیقی راک ایرلندی که در سال ۱۹۷۶ تأسیس شد.
- متالیکا (Metallica) گروه موسیقی هوی متال آمریکایی که در سال ۱۹۸۱ تأسیس شد.
- گانز ان رزز (Guns N' Roses) گروه موسیقی هارد راک آمریکایی که در سال ١٩٨۵ تأسیس شد.
- اسلپ‌نات (Slipknot) گروه موسیقی هوی متال آمریکایی که در سال ۱۹۹۵ تأسیس شد.